# Seagrave Fire Apparatus

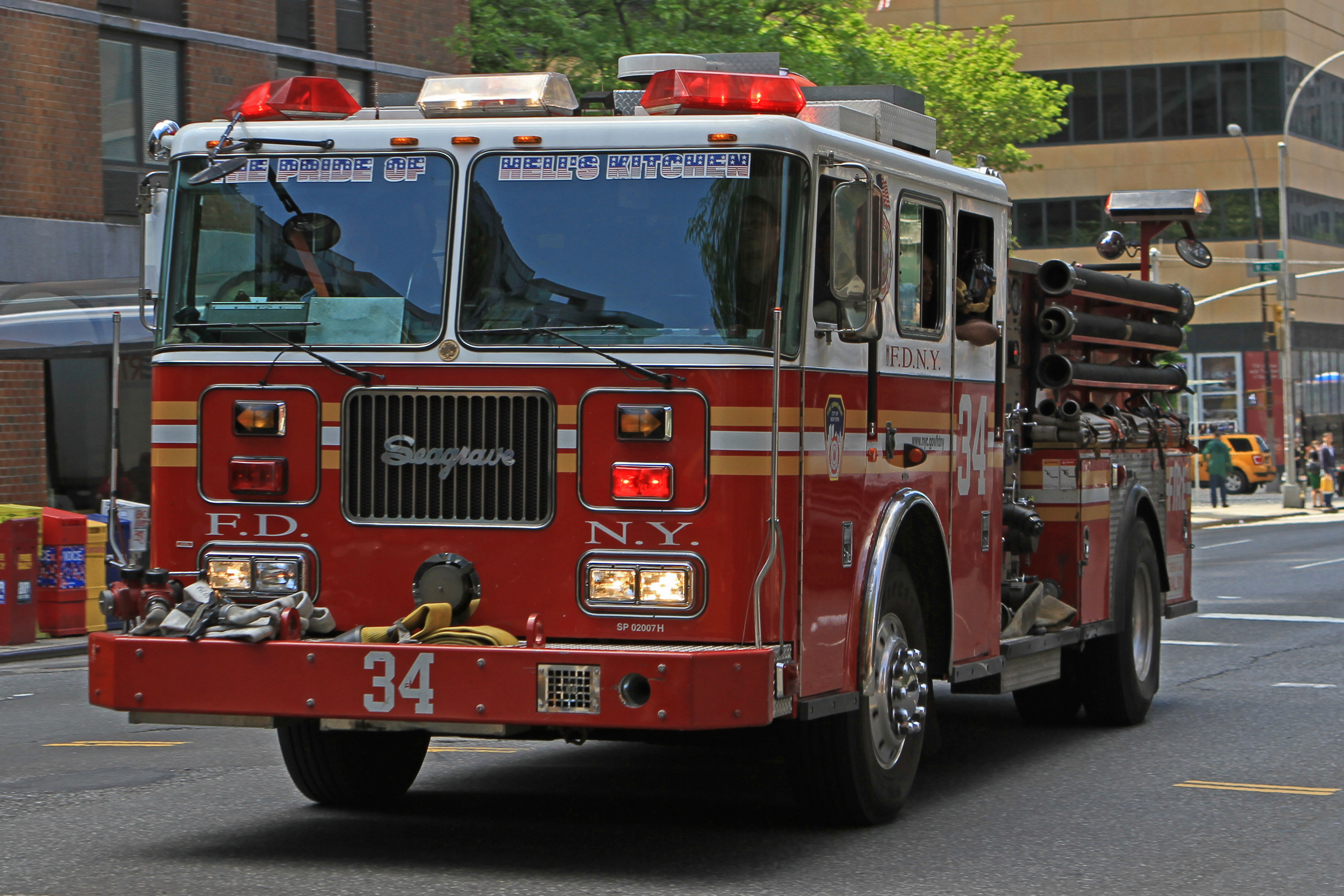
Fourgon d'incendie Seagrave appartenant au New York City Fire Department (FDNY).

Seagrave Fire Apparatus LLC est une entreprise américaine de véhicules de lutte contre l'incendie.

## Historique
Seagrave a été fondée à Détroit dans le Michigan en 1881 par Fredric Seagrave et a déménagé à Columbus dans l'Ohio en 1891.
Seagrave a été racheté en 1963 par la Four Wheel Drive (FWD Corporation) et a déménagé son siège social à Clintonville dans le Wisconsin.